# Grevillea didymobotrya
Grevillea didymobotrya,  es una especie de arbusto  del gran género  Grevillea perteneciente a la familia  Proteaceae. Es originaria del sudoeste de Australia Occidental. 

## Descripción
Crece alcanzado un tamaño de entre 1 y 3 metros de altura y produce flores entre agosto y diciembre (fines de invierno a principios de verano) en su área de distribución natural. Las inflorescencias son racimos terminales de color amarillo crema. Las hojas tienen 1-12 cm de largo y de 1 a 9 mm de ancho. 

## Taxonomía
Grevillea didymobotrya fue descrita por Carl Meissner y publicado en Prodromus Systematis Naturalis Regni Vegetabilis 14: 386. 1856. Fue realizado con material recolectado por  James Drummond.
Subespecies
- subsp. didymobotrya
- subsp. involuta.[3]

Etimología
Grevillea, el nombre del género fue nombrado en honor de Charles Francis Greville, cofundador de la Royal Horticultural Society.
didymobotrya: epíteto
Sinonimia
- Anadenia filiformis Endl.
- Anadenia roei Endl.
- Grevillea capillaris Meisn.[5]